# 希望 (白鹤)
希望（波斯語：‎；寓意“希望”）是一只雄性白鹤，因它是世界上仅存的唯一一只往返俄罗斯西伯利亚和伊朗马赞德兰省费雷杜克纳尔县费雷杜克纳尔越冬的白鹤而闻名世界。
2007年以来，“希望”每年飞行6000公里，从俄罗斯西伯利亚到伊朗马赞德兰省费雷杜克纳尔县费雷杜克纳尔的湿地呆上四个月越冬。